# Gene Lees
 (août 2021).
La mise en forme du texte ne suit pas les recommandations de Wikipédia : il faut le « wikifier ».
Les points d'amélioration suivants sont les cas les plus fréquents :
- Les titres sont pré-formatés par le logiciel. Ils ne sont ni en capitales, ni en gras.
- Le texte ne doit pas être écrit en capitales (les noms de famille non plus), ni en gras, ni en italique, ni en « petit »…
- Le gras n'est utilisé que pour surligner le titre de l'article dans l'introduction, une seule fois.
- L'italique est rarement utilisé : mots en langue étrangère, titres d'œuvres, noms de bateaux, etc.
- Les citations ne sont pas en italique mais en corps de texte normal. Elles sont entourées par des guillemets français : « et ».
- Les listes à puces sont à éviter, des paragraphes rédigés étant largement préférés. Les tableaux sont à réserver à la présentation de données structurées (résultats, etc.).
- Les appels de note de bas de page (petits chiffres en exposant, introduits par l'outil «  Source ») sont à placer entre la fin de phrase et le point final[comme ça].
- Les liens internes (vers d'autres articles de Wikipédia) sont à choisir avec parcimonie. Créez des liens vers des articles approfondissant le sujet. Les termes génériques sans rapport avec le sujet sont à éviter, ainsi que les répétitions de liens vers un même terme.
- Les liens externes sont à placer uniquement dans une section « Liens externes », à la fin de l'article. Ces liens sont à choisir avec parcimonie suivant les règles définies. Si un lien sert de source à l'article, son insertion dans le texte est à faire par les notes de bas de page.
- La présentation des références doit suivre les conventions bibliographiques. Il est recommandé d'utiliser les modèles {{Ouvrage}}, {{Chapitre}}, {{Article}}, {{Lien web}} et/ou {{Bibliographie}}. Le mode d'édition visuel peut mettre en forme automatiquement les références.
- Insérer une infobox (cadre d'informations à droite) n'est pas obligatoire pour parachever la mise en page.

Pour une aide détaillée, merci de consulter Aide:Wikification.
Si vous pensez que ces points ont été résolus, vous pouvez retirer ce bandeau et améliorer la mise en forme d'un autre article.
Gene Lees était un parolier, écrivain, journaliste et critique de jazz canadien. Il a aussi enregistré quelques albums comme chanteur.

### "Méthode" pour écrire des paroles
- The Modern Rhyming Dictionary : How to Write Lyrics A Practical Guide to Lyric Writing for Songwriters and Poets (1987).  (ISBN 9780895243171)

### Monographie sur le jazz
- Meet Me at Jim & Andy's: Jazz Musicians and Their World (1988),  (ISBN 0-19-504611-0)
- Waiting for Dizzy (1991),  (ISBN 0-19-505670-1)
- Friends Along the Way: A Journey Through Jazz (2003),  (ISBN 0-300-09967-3)
- Arranging the Score: Portraits of the Great Arrangers (2000)  (ISBN 0304704881)
- Singers & The Song (1987),  (ISBN 0-19-504293-X)
- Cats of Any Color : Jazz Black and White (1994).  (ISBN 9780195084481)
- You Can't Steal a Gift : Dizzy, Clark, Milt and Nat. (2001).  (ISBN 0803280343)

### Biographies de musiciens
- Johnny Mercer – Portrait of Johnny: The Life of John Herndon Mercer (2004)  (ISBN 9780375420603)
- Oscar Peterson – Oscar Peterson: The Will to Swing (1988, 2e édition 2000).  (ISBN 9780815410218)
- Alan Jay Lerner, Frederick Loewe – Inventing Champagne: The Worlds of Lerner and Loewe (1990).  (ISBN 9780312051365)
- Woody Herman – Leader of the Band : The Life of Woody Herman (1995).  (ISBN 9780195056716)

### Biographies de musiciens comme coauteur
- Henry Mancini – Did They Mention the Music ? : The Autobiography of Henry Mancini (1989).  (ISBN 9780815411758)

### Romans
- And Sleep Till Noon (1967)
- Song Lake Summer (2008)

## Discographie

### Chanteur
- Circa 1970 : Gene Lees Sings the Gene Lees Songbook
- 1998 : Gene Lees Sings Gene Lees
- 1999 : Leaves on the Water - avec  Roger Kellaway
- 2000 : Yesterday I Heard the Rain - avec Don Thompson

### Parolier
On peut citer comme chansons pour lesquelles Gene Lees a écrit des paroles (souvent des paroles anglaises remplaçant les paroles originales) :
- Bill Evans : Waltz for Debby, Turn out the stars, My bells
- Antonio Carlos Jobim : Quiet nights of quiet stars (Corcovado), Someone to light up my life (Se todos fossem iguais a voce), Song of the jet (Samba do Aviao), This happy madness (Estrada branca), Double rainbow (Chovendo na Roseira), Dreamer (Vivo sonhando), Off-key (Desafinado)
- Charles Aznavour : Paris is at her best in may (J'aime Paris au mois de mai), Venice Blue (Que c'est triste Venise), Little train (Rendez-vous à Brasilia), There is a time (Le Temps)
- Milton Nascimento : Bridges (Travessia)
- Armando Manzanero : Yesterday I heard the rain (Esta tarde vi llover)

Lees a aussi traduit un cycle de poèmes de Jean-Paul II qui a été enregistré en 1985 sous le titre One world, one peace par Sarah Vaughan.